# Hincksinoflustra octodon
Hincksinoflustra octodon är en mossdjursart som först beskrevs av Busk 1852.  Hincksinoflustra octodon ingår i släktet Hincksinoflustra och familjen Flustridae. Inga underarter finns listade i Catalogue of Life.